# حالة رايدبيرغ
حالة رايدبيرغ هي إحدى الأطوار الشاذّة للمادة، تُكوِّنُها ذرات رايدبيرغ. تَنبأ بها كلٌ من (مانكين -É. A. Manykin)، (أوزوفان -M. I. Ozhovan)، و(بولوكتوف-P. P. Poluéktov) عام 1980.
تشكَّلت هذه الحالة من عناصر مختلفةٍ مثل السيزيوم، والبوتاسيوم، والهيدروجين، والنيتروجين، بينما أُجريَت الدراسات على الاحتمالات النظريّة مثل الصوديوم، والبريليوم، والمغنيسيوم، والكالسيوم. كما اقتُرِح أنّها قد تنشأ من المادة التي تنتشر بين مجموعات النجوم.
الحالة رايدبيرغ الدائريّة -عند وجود الإلكترون الأبعد في مدارٍ دائريّ مستوٍ- هي الأكثر عمرًا، فقد يصل متوسط عمرها إلى عدّة ساعات، وهي الأكثر شيوعًا.

## الحالة الفيزيائيّة
تتكوَّن الحالة رايدبيرغ عادةً من مجموعاتٍ سداسيّةٍ مستوية، وهي غير قادرة على أن تكون كبيرةً بسبب تأثير التخلّف، المتسبِّب من سرعة الضوء المحدودة.
ولهذا لا يمكن اعتبار الحالة رايدبيرغ حالة غازيّة، أو حالة بلازما، ولا حالةً صلبةً، أو سائلة، فهي تشبه إلى حدٍ ما حالة البلازما الغباريّة مع مجموعاتٍ صغيرة في الغاز.
بالرغم من إمكانيّة دراسة الحالة رايدبيرغ في المختبر بواسطة الفحص بالليزر، فإنّ أكبر كتلةٍ أُبلِغَ عنها تتكوَّن من 91 ذرة فقط، ولكن تبين أنّها ممتدةٌ خلف السحب في الفضاء والجزء العلويّ من الغلاف الجويّ للكواكب.
بشكلٍ عام يتشكّل الترابط في الحالة رايدبيرغ عن طريق إزالة الإلكترونات عالية الطاقة بهدف تشكيل حالة طاقةٍ منخفضة في نهاية المطاف.
تُشكِّل طريقة إزالة الإلكترونات من موقعها -بواسطة تشكيل موجاتٍ موقوفة على المدارات المحيطة بالنواة- زخمًا زاويًا كميًّا، والخصائص التعريفيّة لِلحالة رايدبيرغ.
إنّه فلزٌ عام، بحسب طريقة الأرقام الكموميّة المؤثّرة على حجم المدارات، ويُكبَح بواسطة متطلّبات الارتباط لاتصالٍ إلكترونيّ قويّ؛ كما أنّه يُظهِر خصائص تبادل-الارتباط مشابهةً لخصائص الآصرة التساهميّة.
يمكن دراسة إثارة الإلكترونات والحركة الاهتزازيّة لهذا الترابط بواسطة (التحليل الطيفيّ لِرامان – Raman spectroscopy).

## متوسِّط العمر
أدّى النقص في طرق ملاحظة المجموعات العنقوديّة إلى جدالٍ في المجتمع الفيزيائيّ، ونتيجةً لاستقرار الحالة رايدبيرغ العالي جدًا ضدّ التحلّل الذي يحصل عند انبعاث الإشعاع، فإنّ متوسِّط العمر للعنقود n = 12 هو 25 ثانية.
يعود ذلك إلى عدم وجود تداخلٍ بين مستوى الإثارة والمستوى الأرضيّ، وعدم الانتقال فيما بينهما، بالإضافة إلى آثار تبادل-الارتباط التي تُعرقل الانبعاثات من خلال ضرورة حفر الأنفاق، ما يسبّب تأخرًا طويلًا في تحلّل الإثارة.
كما تلعب إثارة الإلكترونات دورًا في حساب متوسط العمر، فكلّما كانت الإثارة أعلى زاد متوسِّط العمر. على سبيل المثال عندما يكون n=80 سينتج زمنًا يمكن مقارنته بعمر الكون.

## الإثارة
في المعادن العاديّة، تكون المسافات بين الذرات ثابتةً تقريبًا مع وجود فرقٍ كبير بين درجات الحرارة والضغط.
لا ينطبق هذا على حالة رايدبيرغ، والتي تتغيّر فيها المسافات بين الذرات وخصائصها تبعًا لإثارة الإلكترونات.
المُتغيِّر الرئيسيّ في حساب الخصائص هو الرقم الكميّ الرئيسيّ (n)، إذ قد يكون أيّ عددٍ صحيح أكبر من 1، -أعلى القيم التي أُبلِغَ عنها تقترب من الـ 100-.

## التكثيف
كالبوزونات التي يمكن تكثيفها لتكوين مكثفات بوز-آينشتاين، يمكن كذلك تكثيف الحالة رايدبيرغ، ولكن بطريقةٍ تختلف عن طريقة البوزونات.
يعود ذلك إلى كون الحالة رايدبيرغ تتصرّف بطريقةٍ مشابهةٍ للغاز، وهذا يعني أنّه لا يمكن تكثيفها دون إزالة طاقة التكثيف، إذ سيحدث التأين في حال لم تُزَل الطاقة.
في جميع الحلول المُستخدّمة حتّى الآن يُستخدَم سطح مجاور -بطريقة ما-، أفضل هذه الحلول هو تبخير الذرات التي تتشكَّل منها مادة رايدبيرغ من طاقة التكثيف وتركها على السطح.
بواسطة استخدام ذرات السيزيوم، والأسطح المغطاة بالجرافيت والمحولات الحراريّة حاويات، وُجِد أنّ جهد الطاقة عند قياسه على السطح يساوي eV0.5، وهذا يشير إلى أنّ المجموعة العنقوديّة تتواجد بين مستويات الإثارة التاسعة والرابعة عشر.